# Транспорт Сектора Гази
Транспорт Сектора Гази представлений автомобільним , повітряним , водним (морським) , у населених пунктах діє громадський транспорт пасажирських перевезень . Площа країни дорівнює 360 км² (206-те місце у світі). Форма території країни — видовжена у субмеридіональному напрямку; максимальна дистанція з півночі на південь — 40 км, зі сходу на захід — 9 км. Географічне положення Сектора Гази дозволяє Палестинській державі мати власний вихід до вод Світового океану (Середземне море); кордон з Єгиптом — мати незалежне від Ізраїлю транспортне сполучння.

## Повітряний
У країні станом на 2013 рік діє 1 аеропорт (219-те місце у світі), з них 1 із твердим покриттям злітно-посадкових смуг. Аеропорти країни за довжиною злітно-посадкових смуг розподіляються так (у дужках окремо кількість без твердого покриття):
- довші за 10 тис. футів (>3047 м) — 1 (0)[1].

У країні станом на 2013 рік споруджено і діє 1 гелікоптерний майданчик.
Палестинська держава не є членом Міжнародної організації цивільної авіації (ICAO).

## Водний
Головний морський порт країни: Газа недобудований і облишений після повстання 2000 року. Морські підходи блокуються силами Ізраїлю.

## Державне управління
Палестинська національна адміністрація здійснює управління транспортною інфраструктурою палестинських територій через міністерство інформації, телекомунікаційних технологій, транспорту та зв'язку. Станом на початок 2015 року міністерство в уряді Рамі Хамдалли очолював Алам Саїд Муса. Після кризи 2015 року палестинська територія Сектор Гази перебуває під управлінням організації Хамас і має власний уряд з вакантною посадою прем'єр-міністра. Справами транспорту в ньому займається Іхаб аль-Гусейн.

### Українською
- Атлас. 10-11 клас. Економічна і соціальна географія світу / упорядники :  О. Я. Скуратович, Н. І. Чанцева. — К. : ДНВП «Картографія», 2010. — ISBN 978-966-475-639-3.
- Атлас світу / голов. ред. І. С. Руденко ; зав. ред. В. В. Радченко ; відп. ред. О. В. Вакуленко. — К. : ДНВП «Картографія», 2005. — 336 с. — ISBN 9666315467.
- Безуглий В. В. Економічна і соціальна географія зарубіжних країн : Навчальний посібник. — К. : ВЦ «Академія», 2007. — 704 с. — ISBN 978-966-580-239-6.
- Безуглий В. В., Козинець С. В. Регіональна економічна і соціальна географія світу : Навчальний посібник. — видання 2-ге, доп., перероб. — К. : ВЦ «Академія», 2007. — 688 с. — ISBN 966-580-144-9.
- Головченко В., Кравчук О. Країнознавство: Азія, Африка, Латинська Америка, Австралія і Океанія. — К., 2006. — 335 с. — ISBN 966-8939-04-2.
- Дахно І. І. Країни світу: Енциклопедичний довідник / І. І. Дахно, С. М. Тимофієв. — К. : Мапа, 2011. — 606 с. — (Бібліотека нового українця) — ISBN 978-966-8804-23-6.
- Дахно І. І. Економічна географія зарубіжних країн : навчальний посібник. — К. : Центр учбової літератури, 2014. — 319 с. — ISBN 978-611-01-0682-5.
- Дорошенко В. І. Географія транспорту : Навчальний посібник / В. І. Дорошенко, К. Д. Діденко. — К. : Київський нац. ун-т ім. Т. Шевченка, 2010. — 183 с. — ISBN 978-966-439-329-1.
- Дубович І. А. Країнознавчий словник-довідник. — 5-те вид., перероб. і доп. — К. : Знання, 2008. — 839 с. — ISBN 978-966-346-330-8.
- Економічна і соціальна географія країн світу : Навчальний посібник / За ред. С. П. Кузика. — Л. : Світ, 2002. — 672 с. — ISBN 966-603-178-7.
- Зарубіжна транспортна географія : навчальний посібник / уклад. : Петрашевський О. Л. и др. — К. : Національний транспортний університет, 2015. — 95 с. — ISBN 978-966-632-227-5.
- Ігнатьєв П. М. Країнознавство: Країни Азії. — Ч. : Книги-ХХІ, 2004. — 383 с. — ISBN 966-8029-53-4.
- Книш М. М., Мамчур О. І. Регіональна економічна і соціальна географія світу (Латинська Америка та Карибські країни, Африка, Азія, Океанія) : навч. посіб. — Л. : ЛНУ ім. Івана Франка, 2013. — 368 с. — ISBN 978-617-10-0007-0.
- Юрківський В. М. Регіональна економічна і соціальна географія. Зарубіжні країни : Підручник. — К. : Либідь, 2001. — 416 с. — ISBN 966-06-0092-5.

### Англійською
- (англ.) Modern Transport Geography / Hoyle, B. and R. Knowles (eds). — Second Edition,. — London : Wiley, 1998.
- (англ.) Rodrigue, J-P. The Geography of Transport Systems. — Fourth Edition. — N. Y. : Routledge, 2017. — 440 с. — ISBN 978-1138669574.
- (англ.) Taaffe E. J., Gauthier H. L. and O'Kelly M. E. Geography of transportation. — Second Edition. — N. Y. : Prentice Hall, 1996. — ISBN 0-13-368572-1.
- (англ.) Black, W. Transportation: A Geographical Analysis. — N. Y. : Guilford, 2003.

### Російською
- (рос.) Максаковский В. П. Географическая картина мира. Книга I: Общая характеристика мира. — М. : Дрофа, 2008. — 495 с. — ISBN 978-5-358-05275-8.
- (рос.) Максаковский В. П. Географическая картина мира. Книга II: Региональная характеристика мира. — М. : Дрофа, 2009. — 480 с. — ISBN 978-5-358-06280-1.
- (рос.) Физико-географический атлас мира. — М. : Академия наук СССР и главное управление геодезии и картографии ГГК СССР, 1964. — 298 с.
- (рос.) Шаповал Н. С. Транспортная география и транспортные системы мира : учебное пособие. — К. : Центр учбової літератури, 2006. — 188 с. — ISBN 000-0000-00-4.
- (рос.) Экономическая, социальная и политическая география мира. Регионы и страны / под ред. С. Б. Лаврова, Н. В. Каледина. — М. : Гардарики, 2002. — 928 с. — ISBN 5-8297-0039-5.
- (рос.) Энциклопедия стран мира / глав. ред. Н. А. Симония. — М. : НПО «Экономика» РАН, отделение общественных наук, 2004. — 1319 с. — ISBN 5-282-02318-0.